# 雀苣属
雀苣属（学名：Scariola）是菊科下的一个属，为半灌木植物。